# Liste der Bodendenkmäler in Egglham
Auf dieser Seite sind die Bodendenkmäler in der niederbayerischen Gemeinde Egglham zusammengestellt. Diese Tabelle ist eine Teilliste der Liste der Bodendenkmäler in Bayern. Grundlage ist die Bayerische Denkmalliste, die auf Basis des Bayerischen Denkmalschutzgesetzes vom 1. Oktober 1973 erstmals erstellt wurde und seither durch das Bayerische Landesamt für Denkmalpflege geführt wird. Die folgenden Angaben ersetzen nicht die rechtsverbindliche Auskunft der Denkmalschutzbehörde.

## Bodendenkmäler in Egglham
| Lage       | Objekt | Akten-Nr.     | Bild |
| ---------- | --- | ------------- | ---- |
| (Standort) | Siedlung vor- und frühgeschichtlicher oder mittelalterlicher Zeitstellung. | D-2-7444-0005 |      |
| (Standort) | Schürfgrubenfeld vor- und frühgeschichtlicher bzw. mittelalterlicher Zeitstellung, Siedlung der Bronzezeit.                                                                                   | D-2-7444-0027 |      |
| (Standort) | Burgstall des hohen oder späten Mittelalters. | D-2-7444-0035 |      |
| (Standort) | Grabhügel vorgeschichtlicher Zeitstellung. | D-2-7444-0036 |      |
| (Standort) | Befestigung vor- und frühgeschichtlicher Zeitstellung. | D-2-7444-0038 |      |
| (Standort) | Siedlung vor- und frühgeschichtlicher Zeitstellung. | D-2-7444-0039 |      |
| (Standort) | Hofwüstung des Mittelalters und der frühen Neuzeit („Altenberg“). | D-2-7444-0040 |      |
| (Standort) | Untertägige frühneuzeitliche Befunde und Funde im Bereich der katholischen Filialkirche Mariä Himmelfahrt in Frauentödling und ihres Vorgängerbaus.                                           | D-2-7444-0055 |      |
| (Standort) | Untertägige mittelalterliche und frühneuzeitliche Befunde und Funde im Bereich der katholischen Filialkirche St. Martin in Martinstödling, darunter Vorgängerbauten bzw. ältere Bauphasen.    | D-2-7444-0056 |      |
| (Standort) | Untertägige mittelalterliche und frühneuzeitliche Befunde und Funde im Bereich der katholischen Filialkirche St. Jakobus der Ältere in Oberegglham und ihres mittelalterlichen Vorgängerbaus. | D-2-7444-0057 |      |
| (Standort) | Untertägige mittelalterliche und frühneuzeitliche Befunde und Funde im Bereich der katholischen Pfarrkirche St. Stephan in Egglham und ihrer Vorgängerbauten bzw. älteren Bauphasen.          | D-2-7444-0075 |      |
| (Standort) | Untertägige mittelalterliche und frühneuzeitliche Befunde und Funde im Bereich der katholischen Pfarrkirche St. Georg in Amsham, darunter Vorgängerbauten bzw. ältere Bauphasen.              | D-2-7444-0076 |      |
| (Standort) | Grabhügel vorgeschichtlicher Zeitstellung. | D-2-7444-0113 |      |
| (Standort) | Siedlung vor- und frühgeschichtlicher Zeitstellung. | D-2-7444-0176 |      |
| (Standort) | Bestattungsplatz der späten Bronze-/Urnenfelderzeit. | D-2-7444-0180 |      |
| (Standort) | Schürfgrubenfeld vor- und frühgeschichtlicher oder mittelalterlicher Zeitstellung. | D-2-7544-0072 |      |